# Gymnasium Stadtfeld
Das Gymnasium Stadtfeld war ein Gymnasium in Wernigerode. Es ist aufgegangen zusammen mit dem Gerhart-Hauptmann-Gymnasium zum Gymnasium Wernigerode. Träger ist der Landkreis Harz. Namensgeber ist die umgebende Plattenbausiedlung Stadtfeld, die in den Jahren 1980 bis 1984 errichtet wurde.

## Ausrichtung
Die Schule bot dem sachsen-anhaltischen Bildungswesen entsprechend die Schuljahrgänge 5–12 an (Sekundarstufe I und Sekundarstufe II). Als Schule mit offenem Ganztagsangebot wurden nach dem Unterricht freiwillige Angebote für die Schüler unterbreitet. Als Abschluss wurde die allgemeine Hochschulreife (Abitur) angestrebt.

## Geschichte
Das Gebäude wurde als Schultyp Erfurt in Plattenbauweise errichtet und 1984 als POS „Ernst Thälmann“ eröffnet. Als sich nach der deutschen Wiedervereinigung 1990 das Schulsystem änderte und der Bedarf an Gymnasialklassen stieg, wurde die Oberschule zum 2. September 1991 in ein Gymnasium umgewandelt. Bis dahin war nur in der 11./12. Klasse an der EOS „Gerhart Hauptmann“ das Erlangen des Abiturs möglich. Günter Mebert war maßgeblich für die Umwandlung in das Gymnasium verantwortlich und war dort bis zu seiner Pensionierung 2014 auch Direktor.
Zwischen 2010 und 2012 wurde das Schulgebäude grundlegend saniert und um eine Aula und weitere Räume erweitert.
Es verfügt über 21 allgemeine Unterrichtsräume und 23 Fachräume. Im Jahr 2014 übernahm René Grützmacher den Posten des Direktors.
Die Schule besaß zuletzt kein festes Einzugsgebiet, da für den Besuch des Gymnasiums im Landkreis Harz damals Wahlfreiheit bestand. Hauptsächlich kamen die Schüler aus der Stadt Wernigerode sowie Ilsenburg mit den jeweiligen Ortsteilen. im Schuljahr 2020/21 besuchten 640 Schüler die Schule. Aufgrund sinkender Schülerzahlen war eine Fusion mit dem zweiten Wernigeröder Gymnasium, dem Gerhart-Hauptmann-Gymnasium, zum Sommer 2023 vorgesehen. Das Schulgebäude im Stadtteil Stadtfeld wird dabei gemäß der Schulentwicklungsplanung als dauerhafte Außenstelle des neuen Gymnasiums Wernigerode weiterhin genutzt.